# Черњина
Черњина (слч. Černina) насељено је мјесто са административним статусом сеоске општине (слч. obec) у округу Хумење, у Прешовском крају, Словачка Република.

## Становништво
| Година:    | 1994. | 2004.    | 2014.   | 2024.    |
| ---------- | ----- | -------- | ------- | -------- |
| Број људи: | 208   | 183      | 179     | 152      |
| Разлика:   |       | -12,01 % | -2,18 % | -15,08 % |

| Година:    | 2023. | 2024.   |
| ---------- | ----- | ------- |
| Број људи: | 148   | 152     |
| Разлика:   |       | +2,70 % |

Према подацима о броју становника из 2024. године насеље је имало 152 становника.